# Bagrat IV
Bagrat IV (ur. 1018, zm. 24 listopada 1072) – król Gruzji od 1027 z dynastii Bagratydów.

## Życiorys
Był synem Jerzego I i jego żony Mariam, królewny armeńskiej. Był dwukrotnie żonaty. Po raz pierwszy ożenił się z Heleną, córkę Bazylego Argerosa. Jego drugą żoną była Borena, Osetynka. Miał syna Jerzego II, który objął rządy po jego śmierci.
Zawarł pokój z Romanem III Argyrosem i utrzymał niezależność Gruzji, zarówno w kontaktach z Bizantyjczykami, jak i w obliczu inwazji Alp Arslana.

## W kulturze
W serii gier wideo Crusader Kings jednym z grywalnych władców jest Bagrat II Bagrationi, przedstawiony jako król Gruzji.